# Petín (parroquia)
Petín (llamada oficialmente Santiago de Petín) es una parroquia y un lugar del municipio español de Petín, en la provincia de Orense, Galicia.

## Organización territorial
La parroquia está formada por una entidad de población:
- Petín

## Demografía
Gráfica demográfica del lugar y parroquia de Petín según el INE español:
| Gráfica de evolución demográfica de Petín entre 2000 y 2023 |
|                                                             |
| Datos según el nomenclátor publicado por el INE.            |